# Port Saint-Michel
Le port Saint-Michel est un port de plaisance et une plage de la commune de Batz-sur-Mer, dans le département français de la Loire-Atlantique.

## Présentation
Le port Saint-Michel, parfois appelé à tort plage Saint-Michel, est un port naturel protégé d'un brise-lames, de nos jours affecté au stationnement de bateaux de plaisance.
La plage de sable du site bordée par des rochers est la plus proche du centre-ville. Des cabines de plage de couleur jaune y prennent place à la saison estivale. Elle est l'une des trois plages de sable de la commune, avec celles de la Govelle et Valentin.

Le port et la plage.
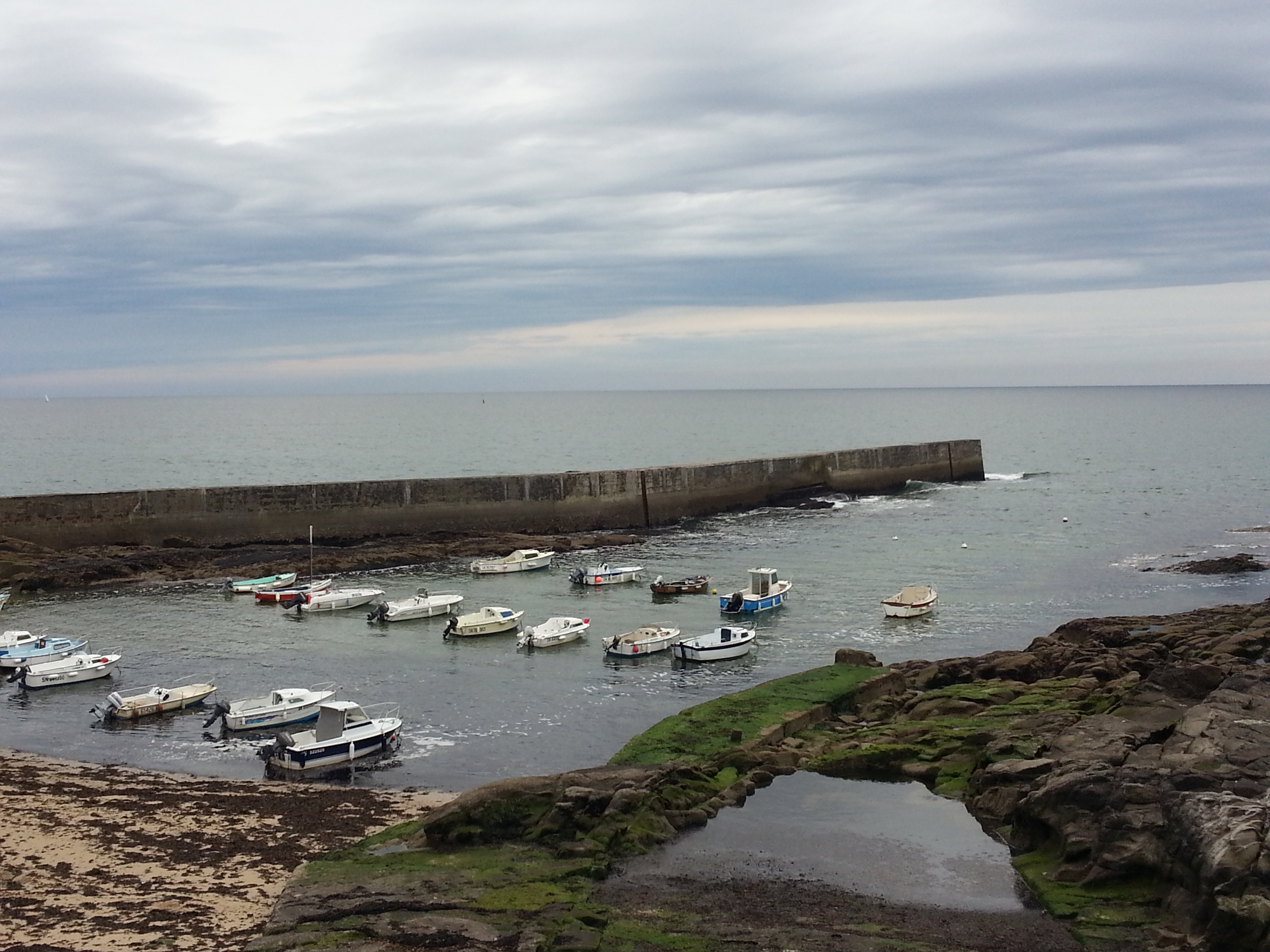
Port de plaisance.
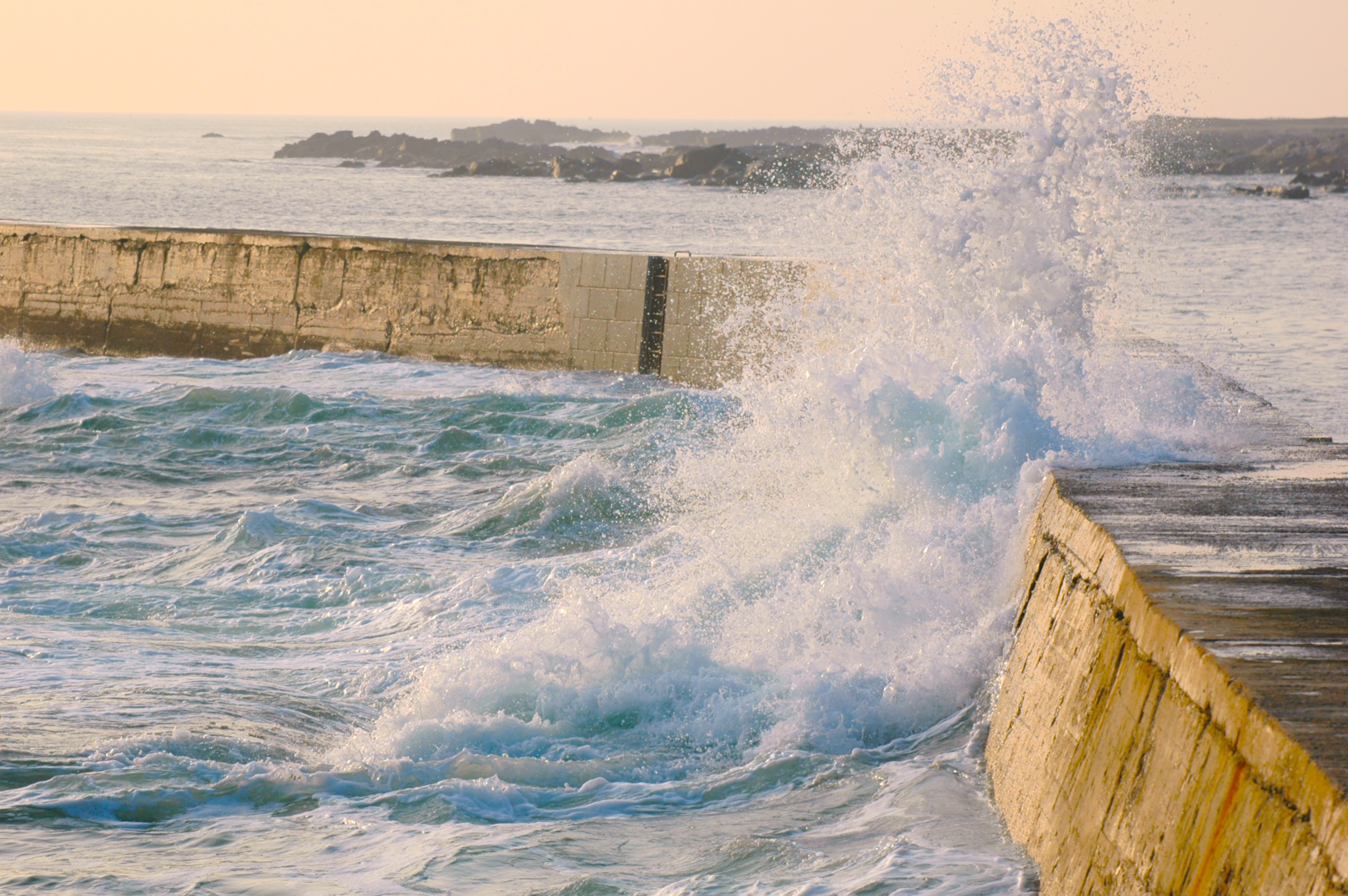
Le brise-lames.
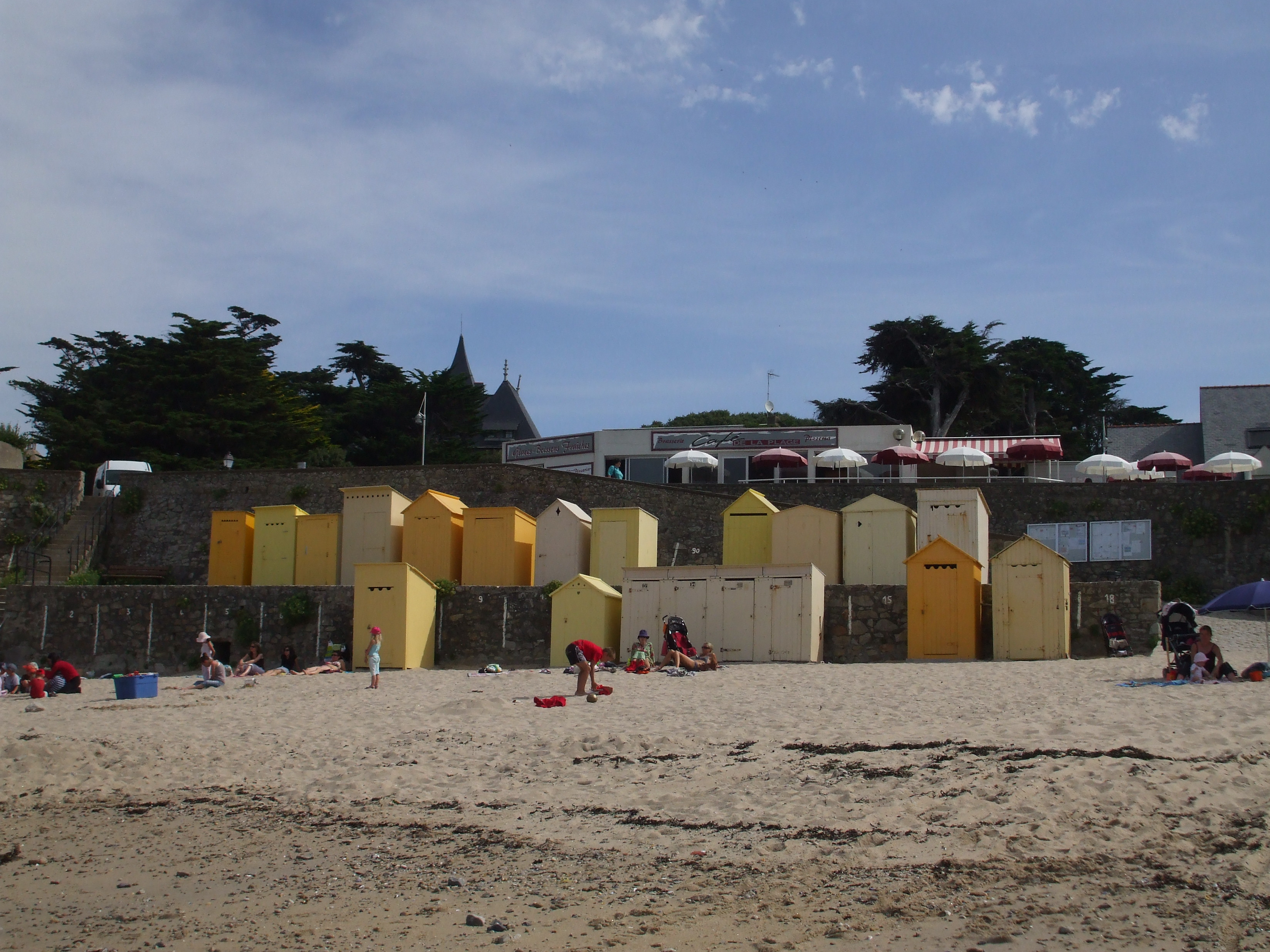
Cabines de plage.

### Historique
Le site est l'ancien port de pêche du bourg de Batz. Le trou d'eau, nommé poul aux tripes, rappelle l'ancienne activité sardinières des lieux. De 1881 à 1907, la baie accueille en effet une conserverie de sardines — l'adjudication du terrain date de 1849 — sous la direction d'une société nantaise de conserves alimentaires, la conserverie « Benoist et compagnie », connue localement sous le nom de « confiserie ». Elle est installée sur un terrain délimité par la route de l'Atlantique, l'allée de la Banche et l'allée de Basse-Love. Les pêcheurs locaux, après avoir accosté leur bateau à voile le long de la petite jetée — dite la Madeleine — au nord du port Saint-Michel, livrent les sardines par l'allée de la Banche. Séchées au soleil, celles-ci sont ensuite cuites à l'huile d’olive, puis mises en boîtes, soudées à la main par des ouvriers « soudeurs boîtiers ». L'activité cesse à la fin du siècle et les hangars sont démolis vers 1907, pour céder la place à la villa « les Violettes ».
Avec l'arrivée de la mode des bains de mer et du tourisme dans la région, des villas balnéaires sont édifiées au Bourg-de-Batz, comme on dit alors, dès le milieu du XIXe siècle, par la petite bourgeoisie nantaise, qui s'établit dans les environs du port Saint-Michel. La villa Prieuré Saint-Georges est ainsi édifiée près du port en 1905 en remplacement d'une villa plus ancienne de 1890.

### Monument

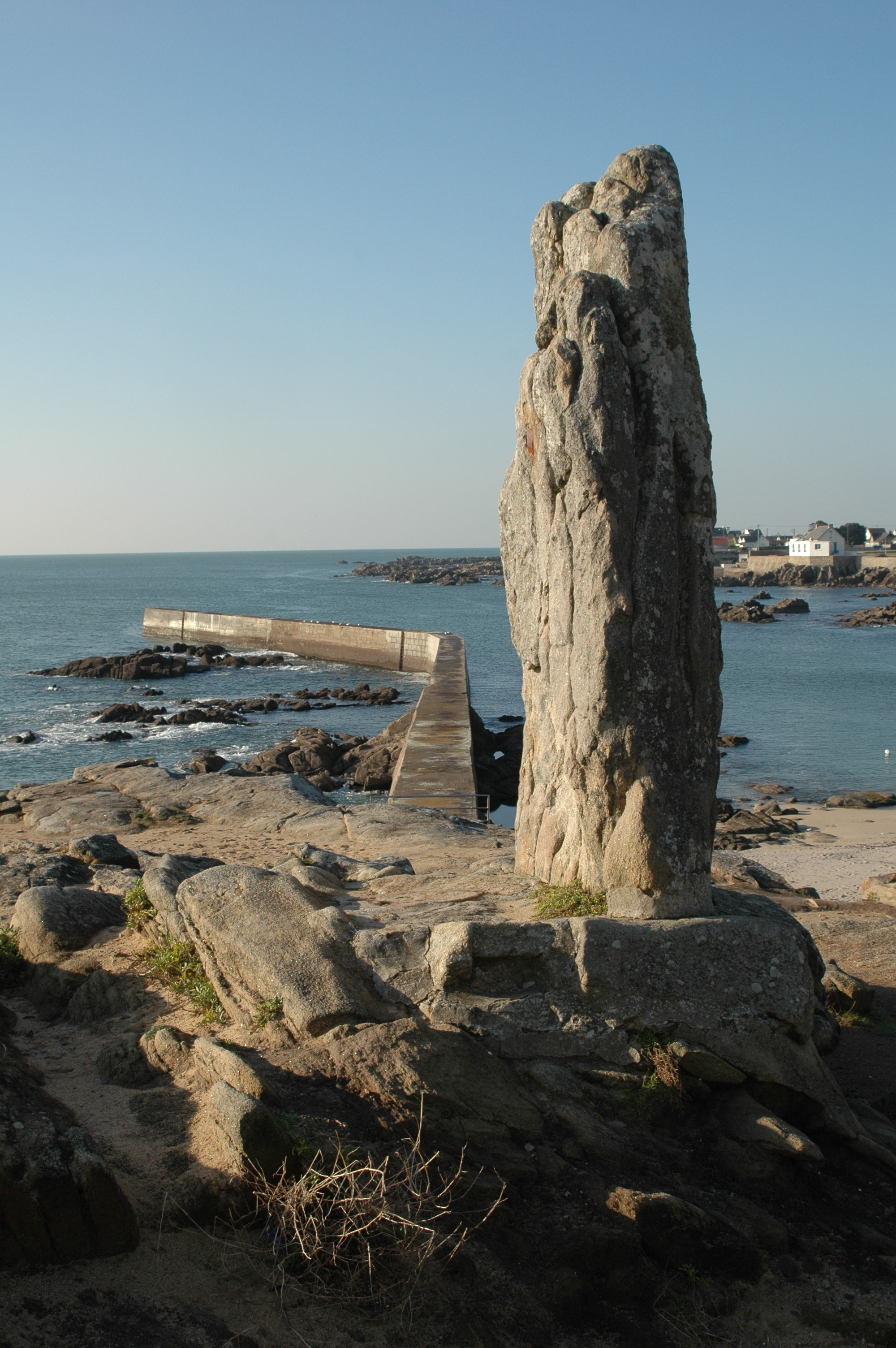
Menhir de la Pierre Longue et le brise-lames en arrière-plan

Dressée sur la falaise, un mégalithe de 3 m appelé la pierre longue ou menhir Saint-Michel, servait d'amer, point de repère pour la navigation maritime diurne. La légende dit qu'un trésor a été enterré à son pied par un enfant ou un paludier après l'avoir dérobé dans la grotte des Korrigans, située sur la commune du Pouliguen.